# Eustomias metamelas
 Eustomias metamelas és una espècie de peix de la família dels estòmids i de l'ordre dels estomiformes.

## Hàbitat
És un peix marí i d'aigües profundes que viu fins als 400 m de fondària.

## Distribució geogràfica
Es troba al sud-oest de l'Atlàntic (9° 41′ S, 27° 39′ W).